# جذموريات الرؤوس
جذموريات الرؤوس (الاسم العلمي Rhizocephala)، رتبة عليا من القشريات الدنيا. فصائلها وأجناسها قليلة العدد. جميع أنواعها طفيلية. بعضها كالصقلين والبيغور يتطفل على القشريات أخصها عشريات الأرجل. أجسامها جرابية الشكل. دعاميصها فقط تتصف بصفات القشريات.